# Kontiosaari (ö i Finland, Norra Karelen, Joensuu, lat 62,68, long 29,38)
Kontiosaari är en ö i Finland. Den ligger i sjön Viinijärvi och i kommunen Libelits i den ekonomiska regionen  Joensuu ekonomiska region  och landskapet Norra Karelen, i den sydöstra delen av landet, 400 km nordost om huvudstaden Helsingfors. Öns area är 8,6 hektar och dess största längd är 420 meter i nord-sydlig riktning.